# Carcelia jilinensis
Carcelia jilinensis är en tvåvingeart som beskrevs av Chao, Zhao och Liang 2002. Carcelia jilinensis ingår i släktet Carcelia och familjen parasitflugor.
Artens utbredningsområde är Jilin (Kina). Inga underarter finns listade i Catalogue of Life.